# Sông La Ê
Sông La Ê là một con sông đổ ra sông Re trong hệ thống sông Trà Khúc. Sông La Ê chảy qua các huyện Kon Plông tỉnh Kon Tum và huyện Ba Tơ tỉnh Quảng Ngãi, Việt Nam .
Sông có chiều dài 10 km và diện tích lưu vực là 29 km² .

## Dòng chảy
Sông bắt nguồn ở xã Pờ Ê huyện Kon Plông tỉnh Kon Tum, chảy về hướng đông.
Sang xã Ba Tiêu huyện Ba Tơ tỉnh Quảng Ngãi thì đổ vào sông Re .
Sông Re thường được coi là dòng thượng nguồn của sông Trà Khúc.